# Ekeby (Bjuv)
Ekeby è un'area urbana della Svezia situata nel comune di Bjuv, contea di Scania.
La popolazione risultante dal censimento 2010 era di 3 230 abitanti .